# هاتون چوکا
هاتون چوکا (به اسپانیایی: Hatun Chhuka) یک کوه در پرو است که در Peru, Cusco Region واقع شده‌است. هاتون چوکا ۴٬۸۰۰ متر بالاتر از سطح دریا واقع شده‌است.